# Coryphopteris unidentata
Coryphopteris unidentata är en kärrbräkenväxtart som först beskrevs av Richard Henry Beddome, och fick sitt nu gällande namn av Holtt. Coryphopteris unidentata ingår i släktet Coryphopteris och familjen Thelypteridaceae. Inga underarter finns listade.